# Shen Jun
Shen Jun (en chino: 沈君; 9 de mayo de 1977) es una deportista china que compitió en judo. Ganó una medalla de plata en los Juegos Asiáticos de 1998, y una medalla de bronce en el Campeonato Asiático de Judo de 2000.

## Palmarés internacional
| Juegos Asiáticos    | Juegos Asiáticos    | Juegos Asiáticos  | Juegos Asiáticos |
| Año                 | Lugar               | Medalla           | Categoría        |
| ------------------- | ------------------- | ----------------- | ---------------- |
| 1998                | Bangkok (Tailandia) | Medalla de plata  | –57 kg           |
| Campeonato Asiático |                     |                   |                  |
| Año                 | Lugar               | Medalla           | Categoría        |
| 2000                | Osaka (Japón)       | Medalla de bronce | –57 kg           |